# Bertram (Texas)
Bertram es una ciudad ubicada en el condado de Burnet en el estado estadounidense de Texas. En el Censo de 2010 tenía una población de 1.353 habitantes y una densidad poblacional de 420,95 personas por km².

## Geografía
Bertram se encuentra ubicada en las coordenadas 30°44′32″N 98°3′25″O / 30.74222, -98.05694. Según la Oficina del Censo de los Estados Unidos, Bertram tiene una superficie total de 3.21 km², de la cual 3.21 km² corresponden a tierra firme y (0%) 0 km² es agua.

## Demografía
Según el censo de 2010, había 1.353 personas residiendo en Bertram. La densidad de población era de 420,95 hab./km². De los 1.353 habitantes, Bertram estaba compuesto por el 87.8% blancos, el 0.81% eran afroamericanos, el 0.52% eran amerindios, el 0% eran asiáticos, el 0.15% eran isleños del Pacífico, el 8.28% eran de otras razas y el 2.44% pertenecían a dos o más razas. Del total de la población el 26.09% eran hispanos o latinos de cualquier raza.